# Flughafen Glasgow

i7
i11
i13
Der Flughafen Glasgow International (englisch Glasgow International Airport, schottisch-gälisch Port-adhair Eadar-nàiseanta Ghlaschu, IATA-Code: GLA, ICAO-Code: EGPF) ist der internationale Verkehrsflughafen der schottischen Metropole Glasgow. Der von AGS Airports betriebene Flughafen ist mit 9,327 Millionen Passagieren im Jahr 2016 der zweitgrößte Flughafen des Landesteils nach dem etwa 65 km östlich gelegenen Flughafen Edinburgh. AGS Airports betreibt auch die Flughäfen Aberdeen International und Southampton International.
Der zweite Flughafen für den Großraum Glasgow, der Flughafen Glasgow-Prestwick, wird in erster Linie von Billigfluggesellschaften genutzt und liegt etwa 40 km südwestlich der Stadt.

## Lage und Verkehrsanbindung
Der Flughafen liegt etwa 8 km westlich der Innenstadt von Glasgow nahe Paisley in Renfrewshire und ist mit den Buslinien 500 beziehungsweise 747Airlink der Gesellschaften GlasgowFlyer und First Glasgow direkt an die Innenstadt angebunden. Darüber hinaus bestehen auch Busverbindungen zu weiteren Orten in der Umgebung.

## Bau
Der Flughafen wurde nach einem Entwurf des Architekten Basil Spence seit 1961 gebaut und 1966 eröffnet. 1991 wurde eine Plastikverkleidung hinzugefügt, was von Architekturkritikern heftig kritisiert wurde.
Der Flughafen verfügt über ein Terminal mit 64 Check-in-Schaltern (wobei der kleine Anbau mit den Schaltern 40–64 stellenweise als T2 bezeichnet wird) und 36 Flugsteige, die teilweise mit Fluggastbrücken ausgestattet sind. Es stehen neben den üblichen Serviceeinrichtungen und Einzelhandelsflächen auch mehrere Flughafenlounges zur Verfügung.

## Zwischenfälle
- Am 28. März 1956 wurde eine Douglas DC-3/C-47B-35-DK der britischen Starways (Luftfahrzeugkennzeichen G-AMRB) während des Anflugs auf den Flughafen Glasgow bei Largs, Schottland, (28 Kilometer westsüdwestlich des Ziels) direkt in einen 1250 Fuß (380 Meter) hohen Hügel geflogen. Eines der drei Besatzungsmitglieder wurde bei diesem CFIT (Controlled flight into terrain) auf dem Überführungsflug getötet.[7]

- Am 19. Januar 1973 wurde eine Vickers Viscount 802 der British European Airways (BEA) (G-AOHI) auf einem Testflug vom Flughafen Glasgow aus in den knapp 1200 Meter hohen Gipfel des Ben More geflogen, rund 60 Kilometer nördlich von Glasgow. Alle vier Insassen, zwei Crewmitglieder und zwei Passagiere, wurden getötet.[8]

- Am 30. Juni 2007 wurde ein Terroranschlag auf den Flughafen verübt, als ein Geländewagen das Terminalgebäude rammte und sofort in Flammen aufging. Nach ersten Informationen war der Wagen mit brennbarem Material präpariert. Da das Fahrzeug nicht in die Passagierhalle eindringen konnte, wurden nur fünf Personen leicht verletzt. Tags zuvor waren zwei Autobomben in London entdeckt und entschärft worden.[9]